# Alula Engida
Alula Engid, detto anche, dal nome del suo destriero, Abba Nega (Abiy Addi, 1827 – Adua, 15 febbraio 1897), è stato un militare e politico etiope.
Nacque nei pressi di Abiy Addi. Fu uno dei migliori ras e comandanti dell'esercito etiope nel XIX secolo e fu descritto da Haggai Erlich (storico israeliano) come il più grande leader che ebbe l'Abissinia dalla morte dell'imperatore Teodoro II nel 1868. In Europa veniva denominato anche il "Garibaldi d'Abissinia". Partecipò a molte battaglie per l'indipendenza dell'Etiopia, le più importanti delle quali la battaglia di Dogali e la battaglia di Adua.